# Ophiuche abjuralis
Ophiuche abjuralis là một loài bướm đêm trong họ Erebidae.